# Ocnogyna advena
Ocnogyna advena är en fjärilsart som beskrevs av Fabricius 1787. Ocnogyna advena ingår i släktet Ocnogyna och familjen björnspinnare. Inga underarter finns listade i Catalogue of Life.